# 饶州兵备道
饶州兵备道，是明朝江西下设的一个整饬兵备道，驻饶州府（今鄱阳县）。饶州兵备道《明史》无载，《明会典》称饶州府为九江兵备道管辖。

## 历史
正德七年（1512年）八月，总制都御史陈金提请新设抚州府东乡县与饶州府万年县，因二县地广盗多，各设按察司副使一员，整饬兵备。九月，升浙江按察司佥事李情为江西按察司副使，整饬饶州万年等处兵备，时值姚源降贼复攻万年县，李情不愿离职避难，战败殉职。正德九年（1514年），江西巡抚奏请命江西兵備副使許庭光於饒州府城駐劄，事毕即罢。
嘉靖元年（1522年），升福建按察司佥事范辂为江西按察司副使，整饬饶州等处兵备，并“鑄給關防”。嘉靖十五年（1536年），因饶州府鄱阳县与南直隶池州府建德县相邻，“寔惟盗薮，以隔省故，不可致诰”，江西巡抚秦鉞奏请将建德县与分守饶南九江道下属的南昌府新建县、进贤县、南康府星子县、都昌县划归饶州兵备管辖。嘉靖十八年（1539年），广信府铅山守御千户所人马及永丰县民兵划归饶州兵备道管辖。
万历八年（1580年），明神宗鉴于边腹地方兵备、巡守等官增员过多，均非旧制，遂裁撤二十个官职，当中包括江西饶州兵备副使。万历以后，饶州兵备道的职权并入饶南九江分巡道。